# Molophilus longiclavus
Molophilus longiclavus är en tvåvingeart som beskrevs av Alexander 1924. Molophilus longiclavus ingår i släktet Molophilus och familjen småharkrankar. Inga underarter finns listade i Catalogue of Life.